# Tatiana Debien
Tatiana Salah Debien (Novoaleksándrovsk, Rusia, 30 de enero de 1991) es una deportista francesa que compite en lucha libre.
Ganó una medalla de bronce en el Campeonato Mundial de Lucha de 2024 y dos medallas en el Campeonato Europeo de Lucha, en los años 2023 y 2025.

## Palmarés internacional
| Campeonato Mundial | Campeonato Mundial      | Campeonato Mundial | Campeonato Mundial |
| Año                | Lugar                   | Medalla            | Categoría          |
| ------------------ | ----------------------- | ------------------ | ------------------ |
| 2024               | Tirana (Albania)        | Medalla de bronce  | 55 kg              |
| Campeonato Europeo |                         |                    |                    |
| Año                | Lugar                   | Medalla            | Categoría          |
| 2023               | Zagreb (Croacia)        | Medalla de bronce  | 55 kg              |
| 2025               | Bratislava (Eslovaquia) | Medalla de plata   | 55 kg              |